# Maroela Erasmus
Maroela Erasmus (Doornkloof, 1845. március 4. – Pretoria, 1914. május 7.) búr tábornok, katona volt.

## Élete
Hírnevét akkor tette felejthetetlenné, amikor 1899. október 20-án a Talana-hegyi csata során vereséget szenvedett a britektől. Maroela feladata az volt, hogy 4000 katonája segítségével minél tovább tartsa Talana városát. A britek parancsnoka William Penn Symons rögtön körülzárta a várost, és felkészült annak elfoglalására. Október 20-án a védők ködös reggelre ébredtek, azonban még aznap lezajlott a csata, és a búr erők vereséget szenvedtek. Erasmus több csatában már nemigen vett részt. Haláláról nincs hiteles adat.